# Eugeniusz Słuszkiewicz
Eugeniusz Leonard Słuszkiewicz (ur. 6 listopada 1901 w Jarosławiu, zm. 28 sierpnia 1981 w Warszawie) – polski językoznawca, poliglota, lingwista, tłumacz, indoeuropeista, orientalista, indolog, armenista, specjalista filologii staroindyjskiej (sanskrytu), profesor zwyczajny.

## Życiorys

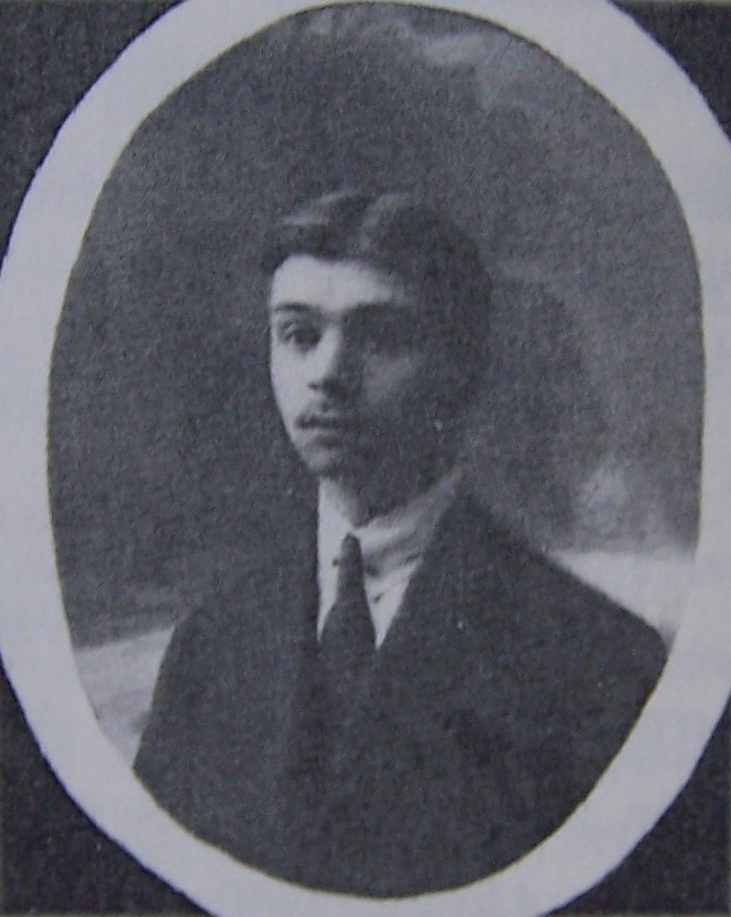
Eugeniusz Słuszkiewicz w młodości

Pochodził z rodziny Słuszkiewiczów z Sanoka, trudniącej się rzeźnictwem i masarstwem. Jego rodzicami byli Franciszek (1875–1944, nauczyciel) i Seweryna z domu Solon (zm. 1904 w wieku 23 lat). Po śmierci matki ojciec ożenił się po raz drugi. Od strony ojca jego dziadkiem był Michał (1848–1936, m.in. radny i burmistrz miasta), a wujami Edmund (1895–1980) i Maksymilian (1884–1940). Miał siostrę Janinę (1903–1998, zamężna z Czesławem Rytarowskim). Jego kuzynem był Wiesław Nowotarski (1910–1940).
Urodził się 6 listopada 1901 w Jarosławiu, gdzie jego ojciec był profesorem gimnazjalnym, przeniesionym w połowie 1905 do gimnazjum w Bochni. Tam Eugeniusz Słuszkiewicz ukończył szkołę ludową, a w latach 1911–1919 uczęszczał do tamtejszego gimnazjum, kierowanego przez ojca, w którym zdał egzamin dojrzałości.
Studiował językoznawstwo słowiańskie i indoeuropejskie, filologię klasyczną i germańską, początkowo na Uniwersytecie Jagiellońskim od 1919 do 1921, później skierowany przez prof. Jana Rozwadowskiego od 1921 na Uniwersytecie Jana Kazimierza we Lwowie, gdzie był uczniem prof. Andrzeja Gawrońskiego, jeszcze jako student w 1922 został jego młodszym asystentem w Katedrze Językoznawstwa Porównawczego i Filologii Indyjskiej UJK. W tym czasie studiował językoznawstwo i filologię staroindyjską oraz filologię staroormiańską. Następnie został pracownikiem naukowym na tej uczelni. W 1924 uzyskał stopień doktora filozofii na podstawie pracy z zakresu indologii, dotyczącej Bhodźy pt. Campurāmāyaṇa do samej Rāmāyaṇy. W 1925 otrzymał zagraniczne stypendium naukowe na Sorbonie w Paryżu i studiował tam w latach 1925–1927 językoznawstwo indoeuropejskie (wraz z nim edukowała się tam jego siostra Janina). Po powrocie na uniwersytet do Lwowa w 1927 ponownie został młodszym asystentem, lecz w Katedrze Filologii Indyjskiej i Językoznawstwa Indoeuropejskiego, od 1929 był lektorem sanskrytu, w 1932 został współpracownikiem Komisji Orientalistycznej Polskiej Akademii Umiejętności, a od 1936 był starszym asystentem w Zakładzie Językoznawstwa Indoeuropejskiego na Wydziale Humanistycznym Uniwersytetu Jana Kazimierza we Lwowie. 21 października 1938 uzyskał habilitację na Uniwersytecie Jagiellońskim (praca pt. Przyczynki do badań nad dziejami redakcyj Rāmāyaṇy u boku Heleny Willmanowej-Grabowskiej). 21 grudnia 1938 został docentem filologii indyjskiej. W 1939 Ministerstwo Wyznań Religijnych i Oświecenia Publicznego nadało mu tytuł docenta na Uniwersytecie Jana Kazimierza we Lwowie. Publikował w „Ilustrowanym Kuryerze Codziennym”.
Po wybuchu II wojny światowej funkcjonował na powołanym wówczas Uniwersytecie Iwana Franki we Lwowie od stycznia 1940 do lipca 1941 jako docent językoznawstwa ogólnego. Po ataku Niemiec na ZSRR i zamknięciu uniwersytetu stracił posadę, później dorywczo pracował jako tłumacz. Pracował w utworzonej w listopadzie 1941 filii krakowskiego Instytutu Niemieckich Prac na Wschodzie na stanowisku starszego asystenta Zakładu Językoznawstwa Indoeuropejskiego, a w ramach lwowskiego tajnego nauczania prowadził lektorat języka indyjskiego i był egzaminatorem z języka tureckiego na tajnym Studium Dyplomatycznym przy Wydziale Prawa UJK. Następnie pracował ponownie w reaktywowanym od sierpnia 1944 Uniwersytecie Iwana Franki we Lwowie po ponownym zajęciu Lwowa przez wojska sowieckie; jeszcze w grudniu 1944 Eugeniusz Słuszkiewicz był pracownikiem naukowym zatrudnionym w Katedrze Językoznawstwa Ogólnego.
Po zakończeniu wojny, w toku przymusowych wysiedleń ludności polskiej z Kresów Wschodnich także polscy naukowcy stopniowo opuszczali Lwów. Wśród nich był Eugeniusz Słuszkiewicz, który wyjechał ze Lwowa we wrześniu 1945 i pierwotnie trafił do Krakowa. W listopadzie 1945 wraz z grupą naukowców podjął pracę na Uniwersytecie Mikołaja Kopernika w Toruniu. W 1946 otrzymał tytuł profesora nadzwyczajnego językoznawstwa indoeuropejskiego i w latach 1946–1969 był kierownikiem Katedry Języka (Językoznawstwa) Indoeuropejskiego na Wydziale Humanistycznyn UMK. W tym czasie pełnił także zastępczo funkcję kierownika Katedry Filologii Niemieckiej na UMK. Ponadto na przełomie 1953/1954 został organizatorem i kierownikiem Katedry Azji Południowej na Wydziale Orientalistycznym Uniwersytetu Warszawskiego, w 1957 otrzymał tytuł profesora zwyczajnego, a w latach 1969–1972 był kierownikiem Katedry Filologii Indyjskiej (Indianistyki) na UW. W 1972 przeszedł na emeryturę.
Był autorem prac z zakresu językoznawstwa, filologii, kultury, historii Indii. Opisywał m.in. definicję hinduizmu. Zajmował się także kulturą, literaturą ormiańską i staroormiańską, a także etiopską. Był recenzentem polskich przekładów z literatury indyjskiej. Od 1959 był w komitecie redakcyjnym „Rocznika Orientalistycznego”. Od 1930 był współpracownikiem Komisji Orientalistycznej Polskiej Akademii Umiejętności. Od 1960 był członkiem Komitetu Orientalistycznego Polskiej Akademii Nauk oraz członkiem Rady Naukowej Orientalistyki PAN, od 1970 członkiem Komisji Naukowej przy zarządzie głównym Polskiego Towarzystwa Orientalistycznego. Był członkiem zespołu rzeczoznawców naukowych Centralnej Komisji Kwalifikacyjnej dla Pracowników Nauki i Zespołu Rzeczoznawców Filologii Orientalnej. Należał do Polskiego Towarzystwo Językoznawczego od 1924 (podczas walnego zgromadzenia PTJ 2 kwietnia 1979 w Krakowie przez aklamację przyznano mu tytuł członka honorowego Towarzystwa), Polskiego Towarzystwa Filozoficznego (od 1946 do 1951 wiceprezes oddziału PTF w Toruniu), Polskiego Towarzystwa Orientalistycznego od 1925, Towarzystwa Naukowego w Toruniu od 1946. Publikował w pismach „Problemy”, „Drogista”. „Poradnik Językowy”, „Język Polski”. Na łamach tych periodyków dokonywał objaśnień etymologicznych słów w języku polskim, w swoich szczegółowych wywodach objaśniając ich pochodzenie (np. andrut, szponder, plant, kumpel, harnaś, naleśnik, sztama, bikiniarz, repasaż, hokus-pokus, stoper, cinkciarz, wodery, taras, framuga, Słowianie. Był recenzentem Słownika wyrazów obcych PWN, wydanego w 1978. Publikował także artykuły dotyczące poprawności języka. W tym kontekście w 1980 tak określił swoją działalność w tym zakresie:

Jestem, nie chwaląc się, znany od dawna jako wróg i tępiciel barbaryzmów, co niektórych wręcz oburza, mirabile dictu, jako rzekomo hamowanie «rozwoju» języka, i czemu zawdzięczam zaszczycenie mnie przydomkiem «żelazna miotła» przez pewnego uczonego zajmującego się także Wschodem, w szczególności Indiami.

Przygotował hasła encyklopedyczne Wielkiej Encyklopedii Powszechnej PWN (współpracownik redakcji od 1962, stworzył ok. 300 haseł), Encyklopedii Katolickiej wydanej przez Katolicki Uniwersytet Lubelski i Towarzystwo Naukowe KUL oraz Powszechnej Encyklopedii Filozofii. Eugeniusz Słuszkiewicz był poliglotą, znał 30 języków. Poza ścisłym polem zainteresowań badawczo-naukowych zajmował się także paremiologią, etymologią.
Pełnił funkcję delegata na kongresy orientalistyczne w Delhi w 1956 i 1964. W 1956 brał udział w obchodach 2500. rocznicy urodzin Buddy w Indiach. Był m.in. promotorem pracy doktorskiej Tatiany Rutkowskiej w 1968. W wydanej ku jego czci w 1974 księdze pamiątkowej artykuły wspomnieniowe opublikowało 37 naukowców z całego świata. Do tego czasu bibliografia jego prac liczyła 263 pozycje. 10 maja 1975 został Członkiem Honorowym Polskiego Towarzystwa Orientalistycznego. W 1982 Komitet Nauk Orientalistycznych PAN pośmiertnie zorganizował sesję poświęconą Eugeniuszowi Słuszkiewiczowi. Jego spuścizna została przekazana na rzecz Biblioteki Uniwersyteckiej w Toruniu.
Jego żoną była Maria, z domu Rytarowska (ślub w 1933), doktor filozofii, również pracownik naukowy na uniwersytetach, dyrektor gimnazjum przy klasztorze benedyktynek we Lwowie (1933–1936). Mieli troje dzieci: Krystynę (ur. 1934), Andrzeja (ur. 1936) i Zofię (ur. 1939). Podczas II wojny światowej żona wraz z dziećmi zamieszkiwała w Sanoku.
Eugeniusz Słuszkiewicz zmarł 28 sierpnia 1981. Został pochowany na Cmentarzu św. Jerzego w Toruniu.

## Publikacje
- Notes sur le Campūrāmāyaṇa de Bhōja (1926)
- Przyczynki do badań nad Kautiyą (1929)
- Historia Azji Środkowej (1935)
- Cenne rękopisy i druki w zbiorach prof. Stasiaka (1935)
- O duchach, duszach, diabłach i demonach indyjskich (1936; franc. Âmes des morts, revenants, spectres et démons dans l'Inde)[44]
- Rzut oka na dzieje etymologii nazwy "Słowianie" (1936)
- Wspomnienie o Andrzeju Gawrońskim w dziesięciolecie zgonu (1936)
- Przyczynki do badań nad dziejami redakcyj Rāmāyaṇy (1938; franc. Contributions à l'histoire des recensions du Rāmāyaṇa)
- Handel rzymsko-indyjski w świetle znalezisk monetarnych w Indiach (1939)
- Indie starożytne (1947)
- Państwo i społeczeństwo w dawnych Indiach (1949)
- Remarques sur la langue turque des Arméniens et sur les emprunts turcs de l'arménien (1949)
- Hongr. babér "laurier" se rattache-t-il à lat. laurus (1951)
- Milarepa ou Jetsün-Kahbum: vie de Jetsün Milarepa (1959)
- [Issledovanii̲a̲ v oblasti indiĭskoĭ filologii.] (1961)
- Compte-rendu de : F. Wilhelm. Politische Polemiken im Staatslehrbuch des Kautalya (1962)
- Budda i jego nauka (1965)
- P. Leon Movsessian : Armenische Grammatik, West-, Ost- und Altarmenisch (1965)
- Zagadkowy termin ormiański Anardrat (1968)
- Od Mojżesza do Mahometa (1969)
- Na marginesie Plauta i Moliera: (maksimum treści w minimum słów) (1969)
- Uwagi w kwestii spolszczania wyrazów sanskryckich (1969)
- Kautilja (Kautalja) – "staroindyjski Makiawel" (1970)
- Über weitere armenische Lehnwörter im Grusinischen (1971)
- Zum Ursprung von grusinischem patiaxsi "grusinischer Herrscher in vorchristlicher Zeit" (1975)
- Randbemerkungen eines armenisten zu K. Boudas georgisch-armenischen Wortgleichungen (1975)
- Przysłowia ormiańskie (1976)
- Pradzieje i legendy Indii (1980)
- Pāli Bāveru "Babylon" (1980)
- Opowieści buddyjskie (1982)
- Literatura ormiańska (1991)[45][46]

Jako współautor
- Początki dramatu indyjskiego a sprawa wpływów greckich: z wstępem, uwagami i streszczeniem francuskim E. Słuszkiewicz (1946, współautor: Andrzej Gawroński; franc. Les origines du théâtre indien et la question de l'influence grecque; 1965 ang. The beginnings of Indian drama and the problem of Greek influence)
- Słownik wyrazów obcych (1954, pozostali współautorzy: Zygmunt Rysiewicz, Jan Safarewicz, Edward Tryjarski)
- Pańczatantra – Księga Mądrości i Aforyzmy staroindyjskie (1957, współautor: Edmund Słuszkiewicz)[47]
- Filozofia indyjska (t. I –1958, t. II –1960, współautorzy: Sarvepalli Radhakrishnan, Zofia Wrzeszcz)
- Katalog rękopisów ormiańskich i gruzińskich (1958, współautorzy: Jan Braun, Kazimierz Roszko; franc. Catalogue des manuscrits arméniens et géorgiens)
- Mądrości z palmowego liścia (1959, współautorzy: Robert Stiller, Stefan Styczyński)
- Mądrości z palmowego liścia: sentencje indyjskie i austronezyjskie (1967, współautorzy: Robert Stiller, Stefan Styczyński)
- Dzieje Indii (1965, współautorzy: Kavalam Madhava Panikkar, Klemens Kęplicz)
- Zarys dziejów religii (1986, autor podrozdziałów: Religie Indii w: Część I. Religie Azji, Australii, Afryki i Ameryki oraz Buddyzm pierwotny w: Część III. Religie uniwersalistyczne )
- Religie Azji Afryki Ameryki Australii i Oceanii. Zarys dziejów (1980, autorzy: Stanisław Kałużyński, Józef Keller)
- Słownik wyrazów obcych (1980, pozostali współautorzy: Jan Tokarski, Oktawiusz Jurewicz)
- Religie uniwersalistyczne. Zarys dziejów (1982, publikacja zbiorowa, autor rozdziału Buddyzm pierwotny)
- Wielka historia powszechna (1995, publikacja zbiorowa)
- Pradzieje ludzkości i historja państw Wschodu. Cz. 2 (1995, współautorzy: Jan Dąbrowski, Jan Godzimir Jaworski)
- Z powrotem na Ziemię. Spór o pochodzenie cywilizacji ludzkich (2001, współautorzy: Daniel Artymowski, Jacek Lech, Andrzej Niwiński, Andrzej Reiche, Andrzej K. Wróblewski i Mariusz Ziółkowski)[48]

Inne
- Siakuntala (1957, autor: Kalidasa, przełożył Stanisław Schayer, opracował Eugeniusz Słuszkiewicz)
- Indian Philosophy (wyd. pol. Filozofia indyjska, 1958, autor: Sarvepalli RĀDHĀ-KṚISHṆAN (Sir), przedmowę do wydania polskiego napisał autor, sowo wstępne napisał oraz dodatkowe przypisy i terminologię opracował Eugeniusz Słuszkiewicz, przełożyła Zofia Wrzeszcz)
- Wybrane pieśni epiczne (1966, twórca: Aśvaghoṣa, współautor publikacji: Andrzej Gawroński)
- Andrzej Gawroński (W czterdziestolecie zgonu) (1969, w: Szkice z dziejów polskiej orientalistyki (Praca zbiorowa pod redakcją Jana Reychmana))[49]
- Orędzia Króla Asioki (1964, przełożyła i Komentarzem Opatrzyła Jadwiga Makowiecka. Przedmowa: Humayun Kabir. Wstęp: Giovanni Pugliese Carratelli. Redakcja Wydania Polskiego: Eugeniusz Słuszkiewicz)
- Indie: od początku dziejów do podboju muzułmańskiego (1964, autor: Arthur Llewellyn Basham,  przełożył Zygmunt Kubiak, wstęp: Eugeniusz Słuszkiewicz)
- Armenia – kolebka cywilizacji (1975, autor: David Marshall Lang, przełożył: Tadeusz Szafar, konsultacja naukowa i posłowie: Eugeniusz Słuszkiewicz)

Literatura przedmiotowa
- Anantapāraṁ kila śabdaśāstram ... Księga pamiątkowa ku czci Eugeniusza Słuszkiewicza (1974, redagował komitet pod przewodnictwem Jana Reychmana; ang. A commemorative book in honour of Eugeniusz Sluszkiewicz)
- Eugeniusz Słuszkiewicz – najwybitniejszy armenista polski (1901–1981) (1991, autor: Edward Tryjarski, w: Literatura ormiańska. (Prace z zakresu historii literatury ormiańskiej))